# 六戸町立七百中学校
六戸町立七百中学校（ろくのへちょうりつ しちひゃくちゅうがっこう）は、青森県上北郡六戸町犬落瀬にあった公立中学校である。

## 概要
上北郡六戸町の北西部にある中学校で、町内北側を学区とする。主に六戸町立大曲小学校、六戸町立開知小学校からの児童が進学してくる。全校生徒は、142人（2020年現在）。

## 沿革
- 1949年（昭和24年）
  - 4月1日 - 六戸中学校七百分校と同中学校岡沼分校が統合、新校舎に移転し、六戸村立七百中学校として開校[2]。
  - 11月14日 - 金矢集落から通う生徒23名が、古間木中学校から転入。
- 1951年（昭和26年）1月24日 - 3教室増築落成。
- 1957年（昭和32年）10月1日 - 六戸村の町制施行により、六戸町立七百中学校と改称。
- 1963年（昭和38年）1月25日 - 女子制服制定。
- 1967年（昭和42年）3月30日 - 防音校舎新築落成式挙行。
- 1969年（昭和44年）3月31日 - 講堂改築落成。
- 1996年（平成8年）4月 - 町内中学校での学校給食開始。
- 1999年（平成11年）12月 - 校舎改築工事完成。
- 2025年（令和7年）3月31日 - 本校を含む町内全小中学校を統合した六戸町立義務教育学校六戸学園開校により閉校[3]。

## 生徒会活動
- JUMP委員会
- 行事委員会
- 情報委員会
- 保健委員会
- 図書委員会
- JRC委員会
- 選挙管理委員会（臨時）

## 部活動

### 運動部
- 野球部
- ソフトボール部
- ソフトテニス部
- 陸上競技部

### 文化部
- 吹奏楽部

## 学区
古里、堀切、七百、ひばりケ丘住宅、根古橋、沖山平、ふるさと団地、沖山、大原、岡沼、金矢、高森1、高森2、桜ケ丘住宅、通目木、坪毛沢、づめき団地、大曲、晴ケ丘団地、堀切沢、たての台団地、小松ケ丘。

## 主な卒業生
- 金渕光希 - 2024年育成ドラフトで、横浜DeNAベイスターズから3位指名され、六戸町出身者としては、24年ぶりのプロ野球選手となった[4]。

## 周辺
- 青森県道211号折茂上北町停車場線
- 青森県道10号三沢十和田線
- 十和田観光電鉄十和田観光電鉄線七百駅 - 2012年3月31日をもって廃止。

## アクセス
- 六戸町民バス金矢・岡沼線「七百中学校」バス停下車。

## 参考資料
- 『青森県教育史 別巻』（青森県教育委員会・1973年12月20日発行）「学校沿革 中学校」920頁「七百中学校」（昭和時代の項まで）